# Lijst van afleveringen van Robin Hood
Dit is een lijst van afleveringen van Robin Hood.

## Seizoen 1 (2006)

### Aflevering 1: Will You Tolerate This?
Robin van Locksley keert terug naar huis na in de Kruistochten te hebben gestreden. Tot zijn afschuw ziet hij dat de mensen die hij destijds in zijn dorp achterliet nu honger lijden en het ook in andere opzichten zwaar te verduren hebben. De nieuwe schout van Nottingham voert een waar schrikbewind. Al gauw komt Robin tot de overtuiging dat de schout maar één taal verstaat: die van pijl-en-boog. Maar die constatering betekent wel dat de jonge edelman zijn titel en landerijen moet opgeven in ruil voor een onzeker bestaan in de bossen.

### Aflevering 2:  Sheriff Got Your Tongue?
Na een voor hem bijzonder vernederende ervaring stormt de schout van Nottingham het dorpje Lockskey binnen. Hij dreigt dat hij allerlei verschrikkelijke strafmaatregelen zal treffen, net zo lang tot Robin Hood in de kerkers zit. Robin heeft geen keuze en geeft zich over. Gelukkig heeft hij nog andere vrienden die op vrije voeten zijn in de bossen. Robin is nog niet verloren.

### Aflevering 3: Who Shot the Sheriff?
Als een geheimzinnige sluipmoordenaar het gemunt lijkt te hebben op onschuldige inwoners van Nottingham, wordt er al gauw met de beschuldigende vinger naar Robin Hood gewezen. Robin wil tot het uiterste gaan om een einde te maken aan de moordpartijen. Maar daarvoor moet hij wel een soort monsterverbond sluiten met de schout van Nottingham. En die heeft natuurlijk weer zo zijn eigen plannen.

### Aflevering 4: Parent Hood
Robin en zijn mannen vinden een baby die is achtergelaten in de bossen van Sherwood. Vlak daarna wordt Roy ontvoerd door de schout. Roy wordt voor een gruwelijk dilemma gesteld: hij moet Robin Hood vermoorden, anders wordt zijn moeder bij zonsopgang opgehangen. Voor wiens leven zal Roy kiezen? Wie zijn de ouders van die baby? En zijn de vogelvrijen eigenlijk wel in staat om het kasteel met succes te bestormen terwijl ze maar twee uur hebben geslapen?

### Aflevering 5: Turk Flu
Het is tijd voor de jaarmarkt van Nottingham. Zoals elk jaar is er ook een boogschutterswedstrijd waarmee een zilveren pijl kan worden gewonnen. Maar Robin moet de verleiding weerstaan. Eerst moet hij iets afhandelen dat dringender is. De schout heeft namelijk besloten om Saraceense slaven te werk te stellen in zijn levensgevaarlijke mijn. Zal Robin erin slagen dit plan te verijdelen en ook nog op tijd in Nottingham te zijn om de zilveren pijl te winnen? Of krijgt hij een heel andere beloning, in de vorm van een nieuw bendelid?

### Aflevering 6: The Taxman Cometh
Robin Hood en zijn vogelvrijen zijn nogal argwanend als ze de boer Flaxton en zijn zoon tegenkomen. De twee zijn op weg naar Notthingham. Dan ontdekken Robin en de zijnen dat Flaxton in werkelijkheid belastinginspecteur is. Hij moet in Nottingham de berg belastinggeld gaan tellen die opgeslagen ligt in het kasteel. Dat is op zich al mooi. Maar wat het nog mooier maakt, is dat Flaxton kan worden gebruikt als dekmantel om het kasteel binnen te komen. Heel gemakkelijk. Misschien wel té gemakkelijk.

### Aflevering 7: Brothers in Arms
Na vele jaren ziet Allan eindelijk zijn broer Tom weer eens. Maar de familiereünie wordt minder gezellig als Tom en zijn ongure vrienden een tijdje optrekken met de vogelvrijen. Tom veroorzaakt allerlei narigheid. Eerst probeert hij het huis van Marian leeg te roven, uiteindelijk wordt hij gevangengenomen door de schout. Maar wat veel erger is: Marian verkeert in levensgevaar want een woeste Gisborne heeft het op haar gemunt. Robin moet proberen eerst Tom te redden en dan Marian te helpen. En als dat laatste hem lukt, zal Marian dan gedwongen worden tot het ultieme offer om haar onschuld te bewijzen?

### Aflevering 8: Tattoo? What Tattoo?
De verjaardag van koning Richard is voor de vogelvrijen deze keer een dag vol verrassingen. Eerst ontdekt Robin volkomen onverwachts een vreselijk geheim over Gisborne. Het grijpt hem zelfs zo aan dat hij een tijdje volledig de draad kwijt raakt. Dan wordt Djaq gevangengenomen. Zonder Robin als leider slagen de vogelvrijen er niet in Djaq te bevrijden. Dan staat Robin voor een moeilijke keuze? Moet hij zijn vogelvrijen helpen Djaq te redden of moet hij eens en voor altijd afreken met zijn aartsvijand Gisborne?

### Aflevering 9: A Thing or Two About Loyalty
Lambert, wetenschapper op het kasteel, heeft een explosief zwart poeder uitgevonden. Hij beseft echter dat het in de verkeerde handen - zoals die van de schout - een dodelijk wapen zou kunnen zijn. Daarom heeft hij zijn aantekeningen verstopt. Maar de schout is vastbesloten om hem te martelen tot hij zijn mond opendoet. Much meldt zich als vrijwilliger om zich te laten arresteren en in de kerkers te laten opsluiten, zodat hij Lambert kan helpen ontsnappen. Helaas: de schout gooit roet in het eten door Much te benoemen tot Graaf van Bonchurch. Is het een valstrik? En als dat al zo is, zal Lord Much eigenlijk wel willen ontsnappen nu hij de mooie Eve aan zijn zijde heeft gekregen?

### Aflevering 10: Peace? Off!
Wanneer het bekend wordt dat een Saraceense gast in Nottingham Castle verblijft, geloven een aantal van Robins mannen dat hij een tovenaar is, de sheriff denkt dat hij een gijzelaar is en de Saracenen zelf zijn vastbesloten om hem te doden door achter hem aan een moordploeg te sturen.

### Aflevering 11: Dead Man Walkin
Nadat Johns zoon wordt gearresteerd, wordt ook hij gevangen in een mislukte reddingspoging. Robin moet proberen om ze allebei te redden terwijl John zich probeert te verzoenen met zijn familie.

### Aflevering 12: The Return of the King
Nieuws verspreidt zich dat koning Richard op het punt staat terug te keren, maar voor Will en Allan betekent het een terugkeer naar hun glansloos vorige leven, en voor Marian betekent het haar aanstaande huwelijk met Guy van Gisborne. De nacht voor haar huwelijk verkleedt Marian zich als de nachtwaker, berooft ze Gisborne maar ze wordt neergestoken. Zal Marian overleven?

### Aflevering 13: A Clue: No
Nottingham is verheugd over de thuiskomst van "King Richard" -, die beveelt de sheriff te arresteren en te berechten - en het op handen zijnde huwelijk van Marian wordt naar voren gebracht, kan Robin Marian op tijd redden? En wat is de Sheriff echt van plan?